# Carteret megye
Carteret megye az Amerikai Egyesült Államokban, azon belül Észak-Karolina államban található. Megyeszékhelye Beaufort, legnagyobb városa Morehead City. Lakosainak száma 67 686 fő (2020. április 1.). Carteret megye Craven, Pamlico, Hyde, Jones és Onslow megyékkel határos.

## Népesség
A megye népességének változása:
| Lakosok száma | 66 748 | 67 390 | 67 750 | 68 434 | 68 879 | 67 686 |
|               | 2010   | 2011   | 2012   | 2013   | 2015   | 2020   |